# Robert Tichy

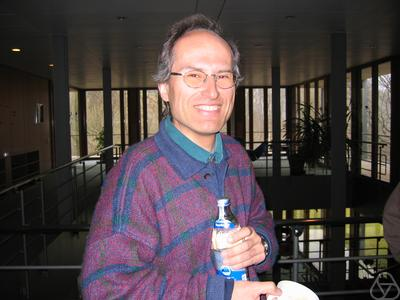
Robert Tichy (2004)

Robert Franz Tichy (* 30. September 1957 in Wien) ist ein österreichischer Mathematiker und Hochschullehrer an der Technischen Universität Graz.

## Leben
Nach einem Mathematikstudium an der Universität Wien promovierte er 1979 bei Edmund Hlawka zum Thema Gleichverteilung von Mehrfachfolgen und Ketten. Im Jahr 1983 habilitierte er sich an der Technischen Universität Wien. Derzeit ist er Professor am Institut für Analysis und Zahlentheorie der Technischen Universität Graz. Er war unter anderem Präsident der Österreichischen Mathematischen Gesellschaft, Dekan der Fakultät für Mathematik und Physik an der TU Graz, und Kuratoriumsmitglied des Fonds zur Förderung der wissenschaftlichen Forschung (FWF).
In seiner Forschung beschäftigt er sich mit Zahlentheorie, Analysis und Finanzmathematik, insbesondere mit zahlentheoretischen Algorithmen, Ziffernentwicklungen, diophantischen Problemen, kombinatorischer und asymptotischer Analysis, Quasi-Monte Carlo Methoden und versicherungsmathematischen Risikomodellen. Besonders zu erwähnen sind Beiträge zur Diskrepanztheorie, ein Kriterium für die Endlichkeit der Lösungsmenge von diophantischen Gleichungen mit getrennten Variablen (gemeinsam mit Yuri Bilu) sowie die Untersuchung graphentheoretischer Indizes und kombinatorischer Algorithmen mit analytischen Methoden. In der metrischen Theorie der Gleichverteilung modulo 1 löste er gemeinsam mit Harald Niederreiter ein offenes Problem aus Donald Knuths Buch The Art of Computer Programming und forschte unter anderem mit Istvan Berkes und Walter Philipp über die pseudozufälligen Eigenschaften lakunärer Folgen. Seit dem Jahr 2000 war er Mitglied in mehreren österreichischen Forschungsnetzwerken sowie in einem Spezialforschungsbereich und einem Doktoratskolleg des FWF. Darüber hinaus interessiert sich Robert Tichy für die Geschichte des Alpinismus und ist selbst alpinistisch tätig.
Im Jahr 1985 erhielt er den Förderungspreis der Österreichischen Mathematischen Gesellschaft. Seit 2004 ist er korrespondierendes Mitglied der Österreichischen Akademie der Wissenschaften, und seit 2017 Doktor h. c. an der Universität Debrecen. Als Gastprofessor war er unter anderem an der University of Illinois in Urbana-Champaign, am Tata Institute of Fundamental Research in Bombay, und an der Universität Paris VII tätig. Er hat bisher über 50 Dissertationen betreut. Im zweiten Halbjahr 2020 hielt Robert Tichy den Jean Morlet Chair am Centre International de Rencontres Mathématiques, einem Forschungsinstitut des CNRS und der SMF in der Nähe der französischen Stadt Marseille.

## Schriften (Auswahl)
- mit Michael Drmota: Sequences, discrepancies and applications. Lecture Notes in Mathematics, 1651. Springer-Verlag, Berlin, 1997.
- mit Vitaly Bergelson, Grigori Kolesnik, Manfred Madritsch und Younghwan Son: Uniform distribution of prime powers and sets of recurrence and van der Corput sets in Z^k. In: Israel Journal of Mathematics, 201 (2014), 729–760.
- mit István Berkes und Walter Philipp: Pseudorandom numbers and entropy conditions. In: Journal of complexity, 23 (2007), 516–527.
- mit Hansjörg Albrecher und Jozef Teugels: On a gamma series expansion for the time-dependent probability of collective ruin. In: Insurance: Mathematics & Economics, 29 (2001), 345–355.
- mit Yuri Bilu: The diophantine equation f(x)=g(y). In: Acta arithmetica, 95/3 (2000), 261–288.
- mit Philippe Flajolet, Peter Grabner, Peter Kirschenhofer und Helmut Prodinger: Mellin transforms and asymptotics: digital sums. In: Theoretical computer science, 123/2 (1994), 291–314.
- Ein metrischer Satz über vollständig gleichverteilte Folgen. In: Acta arithmetica, 48/2 (1987), 197–207.
- mit Harald Niederreiter: Solution of a problem of Knuth on complete uniform distribution of sequences. In: Mathematika, 32/1 (1985), 26–32.
- mit Helmut Prodinger: Fibonacci numbers of graphs. In: The Fibonacci quarterly, 20/1 (1982), 16–21.
- mit Johannes Wallner: Johannes Frischauf – eine schillernde Persönlichkeit in Mathematik und Alpinismus. In: Internat. Math. Nachrichten. Nr. 210 (2009), S. 21–32. Volltext bei www.geometrie.tugraz.at (PDF; 925 kB).